# Mike Conley
Michael Alexander "Mike" Conley (* 5. října 1962 Chicago, Illinois) je bývalý americký atlet, olympijský vítěz, mistr světa a dvojnásobný halový mistr světa v trojskoku.

## Kariéra
V roce 1983 skončil na prvním ročníku mistrovství světa v atletice v Helsinkách ve finále trojskoku na čtvrtém místě. Jeho nejdelší pokus měřil 17,13 m. Do stejné vzdálenosti skočil také československý trojskokan Vlastimil Mařinec, který však měl horší druhý pokus a obsadil páté místo. Conley však na témže šampionátu získal bronzovou medaili ve skoku dalekém a doplnil na stupních vítězů krajany Jasona Grimese a Carla Lewise.
Třikrát reprezentoval na letních olympijských hrách. Na olympiádě v Los Angeles 1984 získal stříbrnou medaili, když nestačil jen na krajana Ala Joynera, který skočil o osm centimetrů dál. Olympijským vítězem se stal v roce 1992 v Barceloně, kde ve finále jako jediný překonal osmnáctimetrovou hranici a výkonem 18,17 m si zajistil zlatou medaili. Jeho výkon však nebyl uznán světovým rekordem z důvodu nedovolené podpory větru (+ 2,1 m/s). Na letních olympijských hrách v Atlantě 1996 skončil těsně pod stupni vítězů, na čtvrtém místě.
K jeho úspěchům patří také stříbrná medaile ze světové letní univerziády 1983 v Edmontonu, zlatá medaile z Panamerických her 1987 a zlatá a dvě stříbrné medaile z her dobré vůle (Moskva 1986, Seattle 1990, Petrohrad 1994).

### Osobní rekordy
- hala – 17,76 m – 27. února 1987, New York - NR
- venku – 17,87 m – 27. červen 1987, San José